# Сарата (Романешти)
Сарата (рум. Sărata) насеље је у Румунији у округу Ботошани у општини Романешти. Oпштина се налази на надморској висини од 101 m.

## Становништво
Према подацима из 2002. године у насељу је живело 94 становника, од којих су сви румунске националности.